# شيانشي
شيانشي، (بالإنجليزية: Chianche)‏، هي مدينة و(بلدية) في مقاطعة أفيلينو، في منطقة كامبانيا بإيطاليا.

## السكان
في سنة 1861 بلغ عدد السكان 912 نسمة، وتطور العدد ليصل في سنة 2011 لـ 551 نسمة.
يظهر هذا المخطط البياني تطور النمو السكاني لـ شيانشي